# Égliseneuve-d’Entraigues
Égliseneuve-d’Entraigues település Franciaországban, Puy-de-Dôme megyében. Lakosainak száma 328 fő (2022. január 1.). Égliseneuve-d’Entraigues Chanterelle, Condat, Montboudif, Besse-et-Saint-Anastaise, Compains, Espinchal, Picherande és Saint-Genès-Champespe községekkel határos.

## Népesség
A település népességének változása:
| Lakosok száma | 450  | 389  | 366  | 352  | 347  | 341  | 338  | 333  | 328  |
|               | 2013 | 2015 | 2016 | 2017 | 2018 | 2019 | 2020 | 2021 | 2022 |